# NGC 1392
NGC 1392 је ознака објекта на координатама са ректансцензијом 3h 37m 30,3s и деклинацијом - 37° 8" 5'. Открио га је Луис Свифт, 13. фебруара 1887. Каснијим посматрањима на том положају није уочен никакав астрономски објекат.